# St. Marys (Iowa)
St. Marys és una població dels Estats Units a l'estat d'Iowa. Segons el cens del 2000 tenia 134 habitants.

## Demografia
Segons el cens del 2000, St. Marys tenia 134 habitants, 49 habitatges, i 36 famílies. La densitat de població era de 369,6 habitants/km².
Dels 49 habitatges en un 46,9% hi vivien nens de menys de 18 anys, en un 61,2% hi vivien parelles casades, en un 8,2% dones solteres, i en un 26,5% no eren unitats familiars. En el 24,5% dels habitatges hi vivien persones soles el 10,2% de les quals corresponia a persones de 65 anys o més que vivien soles. El nombre mitjà de persones vivint en cada habitatge era de 2,73 i el nombre mitjà de persones que vivien en cada família era de 3,31.
Per edats la població es repartia de la següent manera: un 34,3% tenia menys de 18 anys, un 7,5% entre 18 i 24, un 32,1% entre 25 i 44, un 17,2% de 45 a 60 i un 9% 65 anys o més.
L'edat mediana era de 36 anys. Per cada 100 dones de 18 o més anys hi havia 91,3 homes.
La renda mediana per habitatge era de 38.750 $ i la renda mediana per família de 49.500 $. Els homes tenien una renda mediana de 28.929 $ mentre que les dones 25.313 $. La renda per capita de la població era de 16.747 $. Cap de les famílies estaven per davall del llindar de pobresa.

## Poblacions més properes
El següent diagrama mostra les poblacions més properes.